# Абрикосовка (Запорожская область)
Абрикосовка (укр. Абрикосівка) — село,
Раздольский сельский совет,
Михайловский район,
Запорожская область,
Украина.
Код КОАТУУ — 2323386602. Население по переписи 2001 года составляло 80 человек.

## Географическое положение
Село Абрикосовка находится на расстоянии в 1 км от села Шевченко и в 1,5 км от сёл Виноградовка и Раздол.
Рядом проходит автомобильная дорога М-18 (E 105).

## История
- 1921 год — основано как село Хозяин.
- В 1958 году переименовано в село Абрикосовка.